# Cryptocarya alba
Cryptocarya alba är en lagerväxtart som först beskrevs av Juan Ignacio Molina, och fick sitt nu gällande namn av Gualterio Looser. Cryptocarya alba ingår i släktet Cryptocarya och familjen lagerväxter. Inga underarter finns listade i Catalogue of Life.